# País recientemente industrializado

Países recientemente industrializados y economías emergentes.

País recientemente industrializado o NIC (del inglés Newly Industrialized Country) es un término socioeconómico que se aplica a varios países del mundo, y es empleado por economistas y estudiosos de las ciencias políticas. Es de uso muy frecuente la expresión nuevos países industrializados (aunque tiene su origen en una traducción impropia).

## Denominaciones
También son muy a menudo descritos como países emergentes, naciones emergentes, mercados emergentes o economías emergentes; para indicar el dinamismo de sus economías que les han hecho superar el estado de subdesarrollo, y su potencial de crecimiento en el futuro.
El término mercados emergentes es comúnmente utilizado para describir los negocios y actividad mercantil en estos países o regiones. El término cobró fuerza en la década del 1980, cuando el economista del Banco Mundial, Antoine van Agtmael, lo propuso.
Los países recientemente industrializados son países cuyas economías aún no alcanzan el estatus de aquellas desarrolladas, pero han avanzado, en el sentido macroeconómico, más que sus contrapartes del mundo en desarrollo. Otras características de los países recientemente industrializados son su rápido crecimiento económico (usualmente orientado a la exportación de bienes) y un proceso de industrialización casi completo o en marcha. En muchos países recientemente industrializados, el cambio social puede ocurrir en forma de emigración desde las poblaciones rurales o dependientes de la agricultura hacia las ciudades, donde el crecimiento y las fábricas de manufactura atraen a miles de trabajadores.
Usualmente los países recientemente industrializados comparten las siguientes características y condiciones internas:
- Incremento en las libertades sociales y derechos civiles
- Cambio de economía primaria (agricultura) a economía industrial, especialmente en el sector de manufactura
- Incremento en la apertura de sus economías al mercado mundial, propiciando un mayor comercio con las demás naciones del mundo
- Corporaciones de origen nacional operando en varios continentes
- Fuerte atracción e inversión de capital extranjero
- Liderazgo político en su área de influencia
- Crecimiento económico: muy rápido, basado en el sector manufacturero, orientado a la exportación
- Importante volumen de exportaciones (proporción muy considerable de reexportaciones)
- Agricultura dinámica y muy articulada
- Economía muy diversificada y muy integrada
- Amplio mercado interior. Elevadas tasas de ahorro
- Indicadores sociales superiores a los países subdesarrollados

Es frecuente que los países recientemente industrializados reciban ayuda de organizaciones no gubernamentales tales como la Organización Mundial del Comercio o el Banco Mundial. Siendo estos países beneficiarios directos de la globalización, muchos críticos que apoyan el movimiento de "comercio justo" y otros tipos de proteccionismo, han llamado a no importar productos desde dichas naciones, en especial de China.

## Contexto histórico
El término comenzó a ser utilizado en la década de 1970, cuando Hong Kong (colonia del Reino Unido en su tiempo), Corea del Sur, Singapur y Taiwán, los entonces llamados "Tigres asiáticos", capturaron la atención global con su rápido crecimiento industrial iniciado desde 1960. Hoy en día, la mayoría de dichos países han evolucionado más allá del estatus de país recientemente industrializado. Existen varias diferencias entre estos países y los ahora considerados países recientemente industrializados, en particular el haber sufrido un proceso de cambio político abierto, su alto ingreso per cápita y una política económica orientada a la exportación, factores que en combinación les han valido estar categorizados como países desarrollados, además de poseer un Índice de Desarrollo Humano (IDH) superior a 0.9, equivalente al promedio de la Unión Europea. Adicionalmente, México y Corea del Sur son parte de la OCDE.
Luego de un colapso de los bonos, acciones y monedas locales de estos mercados en el 2008, para abril de 2009 las bolsas emergentes subieron 12% en dólares, según un índice desarrollado por Morgan Stanley. Así, los índices accionarios de referencia de China, Rusia y Brasil han escalado más de 20% en moneda local mientras India ha avanzado 12%. Los gobiernos y algunas empresas han aprovechado para emitir deuda; además las monedas como el real brasileño y el rublo ruso se han fortalecido 7% a más contra el dólar. Esto se debe a que los inversionistas están tomando más riesgos por la creencia de que la desaceleración de la economía china terminó, la resistencia de los sistemas financieros de los países y una posible ayuda del FMI para contener crisis financieros.

## Países recientemente industrializados
La siguiente tabla presenta la lista de naciones consideradas países recientemente industrializados en cada continente, por diversos autores. Algunos autores aún consideran la primera generación de naciones (Corea del Sur, Taiwán, Singapur, Hong Kong) como países recientemente industrializados, mientras que otros los clasifican ya como países desarrollados. Otros autores emplean métodos de análisis económicos diferentes, e incluyen también a Argentina, Egipto, India, Indonesia, Irán, Pakistán, Rusia y Vietnam como parte de los NIC:
| Región              | País      | PIB (PPA) (mil millones de dólares, 2018) | PBI (PPA) per cápita (dólares, 2018 | Índice de desarrollo humano (2021) |
| ------------------- | --------- | ----------------------------------------- | ----------------------------------- | ---------------------------------- |
| África              | Sudáfrica | 794.7                                     | 13.840                              | 0,713 (alto)                       |
| África              | Egipto    | 1.292.7                                   | 13.329                              | 0,731 (alto)                       |
| América del Norte   | México    | 2.571.8                                   | 20.616                              | 0.781 (alto)                       |
| América del Sur     | Brasil    | 3.388.9                                   | 16.199                              | 0,754 (alto)                       |
| Asia                | China     | 25.238.5                                  | 18.066                              | 0,768 (alto)                       |
| Asia                | Irán      | 1.749.4                                   | 21.241                              | 0,774 (alto)                       |
| Asia                | India     | 10.385.4                                  | 7.783                               | 0,633 (medio)                      |
| Asia                | Indonesia | 3.492.2                                   | 13.162                              | 0,705 (alto)                       |
| Asia                | Malasia   | 1.002.1                                   | 30.857                              | 0,803 (muy alto)                   |
| Asia                | Filipinas | 955.2                                     | 8.893                               | 0,699 (medio)                      |
| Asia                | Pakistán  | 1.141.2                                   | 5.676                               | 0,544 (bajo)                       |
| Asia                | Tailandia | 1.310.5                                   | 18.943                              | 0,800 (muy alto)                   |
| Asia                | Turquía   | 2.320.6                                   | 28.346                              | 0,838 (muy alto)                   |
| Asia                | Vietnam   | 705.7                                     | 7.462                               | 0,703 (alto)                       |
| Eurasia / Eurafrica | Rusia     | 4.168.8                                   | 28.957                              | 0,822 (muy alto)                   |

Nota: Letras o Números en negritas, son para indicadores por encima del promedio mundial o que son considerados de países desarrollados.

### G-20

Países del G-20.

El Grupo de los 20 es un foro que reúne a los países más industrializados, influyentes e importantes del mundo. Está constituido por siete de los países más industrializados (G-7), más Rusia (G-8), más doce países recientemente industrializados de todas las regiones del mundo, y la Unión Europea como bloque económico. Desde 2009, el G-20 ha desplazado terminantemente al G-5, G-7, G-8, G-14 y otros grupos anteriores, posicionándose como el actual predominante.
Es un foro de cooperación y consultas en temas relacionados con el sistema financiero internacional. Estudia, revisa y promueve discusiones sobre temas de alcance mundial, con el objetivo de mantener la estabilidad financiera y económica internacional, y de tomar decisiones consensuadas que repercutirán globalmente. El grupo incluye las economías emergentes de China, India, Argentina, Brasil, México y Sudáfrica.

## Análisis económico
Los países emergentes se benefician de sus menores costos laborales comparados con otras naciones, lo que se traduce en precios de entrada más bajos para los proveedores. Esto cambia los indicadores de mano de obra a la baja, resultando en un menor salario de equilibrio y en una reducción en las horas de trabajo por persona. Es por esto que para los productores ubicados en países recientemente industrializados es más fácil superar en competitividad y producción a las fábricas en los países desarrollados, donde los costos de vida son más altos, y los sindicatos laborales y otras organizaciones tienen más peso político.
Esta ventaja comparativa es a menudo criticada por quienes apoyan el movimiento de comercio justo.
Actualmente los países tienen un desafío ante la crisis económica financiera que “…abarca dos dimensiones: A nivel internacional, la tarea será establecer un sistema de cooperación, de regulación y de intervención más equitativo y sostenible para atender a las diversas necesidades de los países industrializados, de aquellos que están en vías de desarrollo, y finalmente de los menos desarrollados, así como al desarrollo de una sociedad global expuesta a riesgos comunes. A nivel doméstico, la tarea consistirá en repensar el rol moderno que ha de tener el Estado en la consecución de una economía más estable que combine dinamismo económico y crecimiento con una mejor distribución de la riqueza y de las oportunidades.”

## Problemas
El desarrollo económico no está siempre asociada a la libertad política en naciones como China, donde la censura existe en determinadas web de Internet. El gobierno chino ha respondido a estas acusaciones argumentando que el incremento en el estándar de vida ha proporcionado un beneficio social útil que es más importante que el efecto negativo de esto.